# Roulette Records

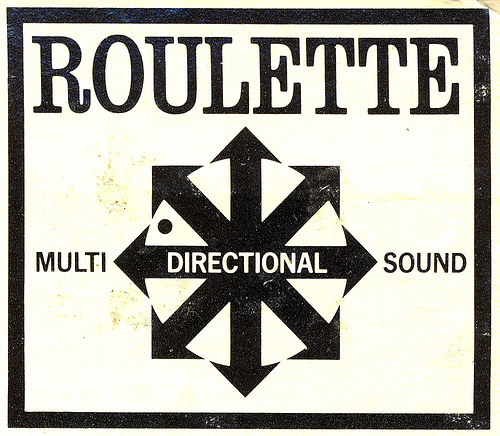

Roulette Records is een Amerikaans onafhankelijk platenlabel, dat vanaf 1957 groot succes had met artiesten van de rock-'n-roll, jazz, rhythm-and-blues, rockabilly en zelfs klassieke muziek.

## Geschiedenis
Het label werd in december 1956 gelanceerd door George Goldner en zijn sponsors Morris Levy, Joe Kolsky en Phil Kahl. Morris Levy nam onmiddellijk de rol van president op zich. De bezetting van het label met ervaren beheerders als Hugo (Peretti) en Luigi (Creatore) als A&R-mensen en Henry Glover, Richard Barrett, Sammy Lowe, Joe Reisman en Teddy Reig als producenten, was omvangrijker georganiseerd dan bij veel andere platenmaatschappijen. Regisseur en arrangeur voor veel producties was Rudy Traylor. De eerste publicatie van het label werd verzorgd door country- en rockabilly-muzikant Jimmie Logsdon onder het pseudoniem 'Jimmy Lloyd' met Where the Rio De Rosa Flows/The Beginning of the End, maar verscheen pas in augustus 1957.

### De jaren 1950
De eerste aanwinst van het label bleek al een gelukstreffer: Buddy Knox met de Rhythm Orchids, toegewezen aan de rockabilly, belandde op nummer één in de pop-hitlijsten met zijn Party Doll, gepubliceerd in februari 1957 en verkocht daarmee een miljoen platen. De opname was eerder zonder succes uitgebracht met de B-kant I'm Sticking With You bij het kleine label Triple-D in Texas. Roulette besloot echter om I'm Sticking with You eerder te publiceren onder de naam Jimmy Bowen als A-kant en bereikte daarmee nummer 14, nog een miljoenenseller. Op 29 april 1957 werd Rock Your Little Baby to Sleep/Don't Make Me Cry uitgebracht als de tweede single van Buddy Knox. Kort daarna ontdekten Hugo en Luigi de folkpopzanger Jimmie Rodgers, die op 23 april 1957 een platencontract kreeg. Zijn eerste in juli 1957 uitgebrachte single Honeycomb/Their Hearts Were Full of Spring plaatste zich ook als nummer 1 en werd de derde miljoenenseller van het jonge label. Rodgers nam nog verdere zes top 20 singles op voor Roulette. Op 12 augustus 1957 bracht Buddy Knox zijn derde single Hula Love/Devil Woman uit. Terwijl Buddy Knox tot 1960 bij Roulette bleef en in totaal negen singles uitbracht, had Jimmy Bowen tot 1960 tien singles.
Doowop werd bijgedragen door The Cleftones, die eigenlijk onder contract stonden bij Goldners Gee Records. Henry Glover, die net was overgestapt van King Records naar Roulette als producent, haalde hen naar Roulette. Hun She's So Fine/Trudy verscheen in juli 1958, maar bereikte de hitlijsten niet. Ze bleven bij Roulette tot september 1960, voordat Glover ze terugbracht naar het gereactiveerde Gee-label. Al in april 1957 meldde het tijdschrift Billboard dat Goldner zijn belangen in Roulette, Rama, Gee en Tico had verkocht aan de Morris Levy-groep voor $ 250.000. Goldner bleef echter als werknemer betrokken bij de administratie, waardoor de catalogus werd uitgebreid.
In november 1958 brachten The Playmates met Beep Beep een plaat met grappige tekst in de poplijsten (nummer 4). De miljoenenseller ging over een eigenlijk trage auto Nash Rambler), die tot verbazing van de bestuurder van een veel snellere Cadillac erin slaagt om het voertuig, dat eigenlijk sneller is, in de tweede versnelling in te halen. Het tempo van het nummer lijkt te versnellen met de toenemende snelheid van beide voertuigen totdat ze 120 km/u bereiken. Dit bracht het konijn en egelverhaal op slimme wijze over in de popmuziek. Dit was al de zevende single van de eerste zanggroep van Roulette, dus continuïteit had zijn vruchten afgeworpen. The Playmates behoorden tot de begindagen van het jonge label, want met Pretty Woman/Barefoot Girl brachten ze hun eerste single uit in februari 1957. Als een van de laatste rock-'n-roll-pioniers kwam Ronnie Hawkins & the Hawks naar het label. Terwijl Glovers compositie Teardrops on Your Letter voor Hank Ballard werd uitgebracht op zijn vorige label King Records in februari 1959, werd de rockcover Mary Lou met Ronnie Hawkins gelanceerd in mei 1959 en bereikte deze nummer 7 van de r&b-hitlijst. De song beschrijft de vreemde ervaringen met een goudzoekster. Zijn Forty Days van juni 1959 heeft een ongebruikelijke voorgeschiedenis. Het is gebaseerd op de compositie Thirty Days van Chuck Berry. Glover zei dat ik er maar 10 dagen erbij moest doen, zei Hawkins. Berry's label Chess Records zou niet klagen, omdat Berry's compositie gebaseerd was op de melodie van When the Saints Go Marchin' In. The Rock-A-Teens bereikten nummer 16 in oktober 1959 met hun wilde, nu klassieke instrumentale nummer Woo-Hoo/Untrue.

### De jaren 1960
In september 1960 bracht Joe Jones zijn eigen compositie You Talk Too Much/I Love You uit, na een lange tijd voor het label opnieuw een toppositie met een nummer 3 hit. Jones schreef ook de originele California Sun-versie, gecomponeerd door Glover in maart 1961. In oktober 1961 nam Roulette deel aan de twistexplosie met Joey Dee & the Starliters, wiens Peppermint Twist'(deel I) / Peppermint Twist (deel II) opnieuw een nummer 1-hit werd voor het label na een droge periode. Het nummer werd gemaakt in de auto op weg naar de studio, co-auteur en producent was Glover. De band heeft sinds september 1960 opgetreden in de Peppermint Lounge (128 W 45th Street) in New York. Het bedrijf haastte zich snel om de lp Doin' the Twist in de Peppermint Lounge samen te stellen, live opgenomen in de lounge, die werd toegevoegd in november 1961 en  nummer 2 bereikte in de lp-hitlijst. Dit bevestigde de legendarische reputatie van de club, bijgewoond door beroemdheden zoals Jackie Kennedy, Audrey Hepburn, Truman Capote, Marilyn Monroe, Judy Garland en Frank Sinatra. De groep genereerde 11 miljoen exemplaren van Roulette met hun twistplaten, waarbij de Peppermint Twist en de latere single Shout elk meer dan een miljoen exemplaren verkochten.
In 1962 verkocht George Goldner ook de labels Gone en End aan Morris Levy, die ze voortzette als een dochteronderneming van Roulette. In mei 1963 brachten Goldner en Glover de band Essex de studio in, met Easier Said Thone Done / Are You Going My Way, die op 6 juli 1963 naar de top van de hitlijsten klom.
Vanaf 1966 kon Roulette groot succes vieren met zijn enige rockband Tommy James & the Shondells, beginnend met een cover van Hanky Panky / Thunderbolt, de obscure A-kant werd gecomponeerd door Jeff Barry/Ellie Greenwich en ontwikkelde zich als #1 tot miljoenenseller. De in mei 1966 uitgebrachte single werd geproduceerd door Glover in de Bell Sound Studios in New York. Hun grootste hit en tegelijkertijd met 5 miljoen verkochte platen de best verkopende hit van het label was Crimson and Clover, een nummer 1-hit met geluids- en stemvervorming vanaf december 1968. Binnen de eerste vier weken na de publicatie werden in juni 700.000 exemplaren verkocht en tot juni 1969 waren er al 2,5 miljoen. De band bleek over het algemeen buitengewoon succesvol te zijn, omdat het 23 gouden platen, 9 gouden en platina-albums en meer dan 100 miljoen verkochte platen wereldwijd uitbracht. De band alleen hield Roulette in leven, omdat de catalogus uit 1966 geen andere succesvolle artiest bevatte. Het label bracht vervolgens oldies en compilaties uit, maar kon geen succesvol talent meer aantrekken.

### De jazz-catalogus
Roulette kon een uitgebreide jazzcatalogus opbouwen, omdat veel artiesten optraden in de Birdland jazzclub, die toebehoorde aan mede-eigenaar Morris Levy. Deze omvatten Stan Getz, Johnny Smith en Sonny Stitt. Het label Roost Records werd in augustus 1958 overgenomen. Joe Williams, Sarah Vaughan, Count Basie, Billy Eckstine en Buddy Johnson stonden soms onder contract. Voor Sarah Vaughan produceerde Henry Glover de single Untouchable uit1962, evenals de albums Star Eyes en Slightly Classical, die hij als het beste werk van zijn carrière classificeerde. In hetzelfde jaar werden de laatste opnamen van Dinah Washington gemaakt, beginnend met het album Dinah, waarvan de single Where Are You werd uitgelicht.

### De teloorgang
In een geschil over betaling met labeleigenaar Morris Levy kreeg Glover toestemming om zijn eigen label op te zetten, maar bleef werken voor Roulette. Zo ontstond in november 1959 het niet lang bestaande Glover Records, waarvoor hij Titus Turner, Larry Dale, Louisiana Red en de eerste opnamen van Ashford & Simpson (als Valerie en Nick) produceerde. In 1968 verliet Glover, die het meest had bijgedragen aan het succes van Roulette, het label. Voor Henry Glover zijn 453 titels auteursrechtelijk beschermd door BMI. In 1988 klaagde Jimmie Rodgers het Roulette label aan voor het verduisteren van tantièmen. Roulette was contractueel verplicht hem 3% van de verkoopprijs van alle verkochte platen te betalen, wat kon worden verrekend met de productiekosten van de studio. Roulette verloor het proces. Levy, nu ook in financiële moeilijkheden vanwege de verloren rechtszaak, verkocht uiteindelijk Roulette in 1989 voor meer dan $ 55 miljoen aan een Rhino EMI-consortium.